# Vishnu mudra
De vishnu mudra is een mudra, ofwel houding van de hand, in yoga.
Vishnu mudra wordt onder andere gebruikt in de pranayama's (ademhalingstechnieken) samanu en anuloma viloma, waarbij het dient om de neusgaten af te sluiten om een afwisselende neusademhaling mogelijk te maken door het linker en rechter neusgat.
Bij vishnu mudra worden de wijs- en de middelvinger naar binnen gevouwen in de handpalm en blijven de ringvinger en de pink recht omhoog tegen elkaar aan liggen; de duim steekt naar buiten. Wanneer de hand naar de neus gaat, kan afwisselend een neusgat worden gesloten, door of de duim of door de pink met wijsvinger naar een neusvleugel te brengen.